# Гнап Дмитро Володимирович
Дмитро Володимирович Гнап (нар. 19 грудня 1977, м. Вугледар) — український журналіст, колишній ведучий Першого національного телеканалу, громадський активіст, політик.

## Освіта
Закінчив філософський факультет Київського національного університету ім. Т. Шевченка.

## Кар'єра
Працював кореспондентом, редактором, ведучим новин на телеканалах СТБ, Перший національний, UBC. В інтерв'ю 2018 року заявив, що у 2001 році, працюючи на УТ-1, брав участь у встановленні цензури на каналі, про що шкодує.
З 2001 по 2007 рік був в політичному блоці (згодом партії) «Наша Україна». На місцевих виборах 2006 року у Донецькій області був у першій десятці в списку «Нашої України».
З 2008-го року — голова громадської ініціативи «Комітет прямої дії».
У 2012 році заснував агенцію журналістських розслідувань «Слідство.Інфо».
З 2013 по 2018 рік був керівником проєкту «Слідство.інфо» на «Громадському ТБ».
У червні 2018 року оголосив, що йде в політику.
20 січня 2019 року на з'їзді партії «Сила Людей» у м. Києві, за результатами праймеріз, було обрано Дмитра Гнапа для участі в президентських виборах. Зареєстрований ЦВК 8 лютого 2019 року.
У лютому 2019 року опинився в центрі скандалу із неповернутими грошима журналістів. За інформацією керівника Слідство.інфо Анни Бабінець, у 2015 році проєкт отримав грант в сумі 15 000 євро, які Дмитро Гнап отримав на власний рахунок та зобов'язався пожертвувати на армію. В результаті, 2000 євро він дійсно пожертвував на армію, 3917 євро він витратив на потреби проєкту, а решту грошей в сумі 9083 євро приховав у власну банківську скриньку.